# 大唐电信
大唐电信科技股份有限公司（上交所：600198），简称大唐电信，是1998年在北京注册成立的一家中华人民共和国电信公司。

## 概述
1998年10月，大唐电信股票在上海证券交易所挂牌上市。公司控股股东电信科学技术研究院（大唐电信科技产业集团）是中华人民共和国国务院国资委管理的一家从事电子信息系统装备开发、生产和销售的大型高科技中央企业，是中华人民共和国第三代移动通信国际标准TD-SCDMA的提出者；同时也拥有第四代移动通信TD-LTE国际标准的核心基础专利。目前，大唐电信在北京、上海、南京、成都、西安、天津、广州、深圳、南通等地建立了产业基地。
2013年6月，大唐电信发布的第五届董事会第四十三次会议决议公告称，大唐电信购买广州要玩娱乐网络技术有限公司（要玩娱乐）100%的股权，支付对价16.99亿元。2017年1月，转让广州要玩娱乐网络技术有限公司21.2%股权，挂牌价为3.69亿元。

## 社会事件
2014年，央视315晚会报道称大唐电信下属公司通过名为“大唐神器”的工具向安卓手机预装应用，其中不乏恶意应用，并能监控用户使用情况。